# 12 november
12 november is de 316de dag van het jaar (317de dag in een schrikkeljaar) in de gregoriaanse kalender. Hierna volgen nog 49 dagen tot het einde van het jaar.

## Gebeurtenissen
- Algemeen
  - 1962 - Het eiland Guam wordt verwoest door een tyfoon.[1]
  - 1990 - In de Turkse stad Istanboel vindt officier van justitie Fikret Niyazi Aygen de dood bij een aanslag, die wordt opgeëist door de verboden linkse organisatie Dev Sol.
  - 2004 - In Leeuwarden wordt het wereldrecord vallende dominostenen gebroken. Bij Domino Day 2004 vallen 3.992.397 stenen om.
  - 2004 - In Liempde wordt in een kampeerboerderij een trainingskamp van de Koerdische Arbeiderspartij PKK opgerold.
  - 2021 - Een rechter in Los Angeles (Verenigde Staten) heeft de ondertoezichtstelling van zangeres Britney Spears die zo'n dertien jaar heeft geduurd definitief opgeheven.[2]
  - 2021 - In Zuid-India en Sri Lanka vallen zeker 40 doden door noodweer gevolgd door aardverschuivingen.[3]
  - 2022 - Tijdens de vliegshow Wings Over Dallas bij de Amerikaanse stad Dallas (Texas) botsen een Boeing B-17 Flying Fortress en een Bell P-63 Kingcobra, twee historische militaire vliegtuigen, op elkaar en storten neer. Op de grond vallen geen slachtoffers maar de zes bemanningsleden van de toestellen komen om het leven.[4][5]
- Media
  - 2001 - In België start het eerste commerciële landelijke radiostation met uitzenden: Qmusic.[6]
- Oorlog
  - 1812 - Het leger van Napoleon trekt zich terug uit Moskou en steekt de Berezina over.
  - 1937 - Japanse troepen bezetten Shanghai.[1]
  - 1942 - Het Britse Achtste Leger onder generaal en later veldmaarschalk Bernard Montgomery neemt Tobroek in.[1]
  - 1942 - De Slag om Guadalcanal begint.
  - 1944 - Britse bommenwerpers brengen in de Tromsøfjord de Tirpitz tot zinken
  - 2001 - De Taliban wordt verdreven uit Kaboel.[1]
  - 2016 - Bij een zelfmoordaanslag op Bagram, een grote Amerikaanse de luchtmachtsbasis in Afghanistan, komen vier Amerikanen om het leven.
- Politiek
  - 1852 - Op het Proces van Keulen worden de "Keulse Communisten" beschuldigd van hoogverraad. Zeven van de 11 aanwezige beschuldigden worden veroordeeld tot in totaal 36 jaar vestingstraf. Dit proces "besluit de eerste fase van de Duitse arbeidersbeweging" zegt Friedrich Engels.
  - 1918 - Oostenrijk wordt een republiek.[1]
  - 1918 - Geïnspireerd door de omwentelingen in Duitsland en Rusland roept de Nederlandse socialistische leider Pieter Jelles Troelstra op tot revolutie. Hij veroorzaakt paniek, maar krijgt geen bijval.
  - 1918 - Nederland verleent asiel aan de gevluchte Duitse keizer Wilhelm II.
  - 1923 - Adolf Hitler wordt gearresteerd wegens zijn mislukte poging om op 8 november de macht te grijpen.[1]
  - 1927 - Leon Trotski wordt uit de communistische partij van de Sovjet-Unie gezet. Stalin is nu feitelijk alleenheerser.[1]
  - 1948 - Het Tribunaal van Tokio veroordeelt 7 Japanse leiders tot de doodstraf voor hun aandeel in de Tweede Wereldoorlog.[1]
  - 1990 - Kroonprins Akihito wordt de 125ste monarch van Japan en neemt de titel Keizer Akihito van Japan aan. De troonsbestijging vindt plaats in het bijzijn van hoge gasten uit 158 landen.
  - 2015 - Twee neven van de vrouw van de Venezolaanse president Nicolás Maduro worden in New York aangeklaagd wegens drugssmokkel. Het tweetal is op Haïti gearresteerd tijdens een undercoveroperatie van de DEA.
  - 2021 - Premier Rutte en minister De Jonge maken tijdens een persconferentie nieuwe coronamaatregelen bekend. Onder meer moet de horeca eerder sluiten, grote evenementen worden afgelast en de anderhalvemetersamenleving keert terug op plekken waar geen coronatoegangsbewijs verplicht is. Het verplicht dragen van mondkapjes in publieke ruimtes was afgelopen week al opnieuw ingevoerd.[7] (Lees verder)
  - 2024 - Duizenden Nederlandse apotheekmedewerkers staken. Ze eisen een hoger salaris en betere arbeidsomstandigheden.
  - 2024 - Justin Welby neemt ontslag als aartsbisschop van Canterbury. Zijn positie was onhoudbaar geworden na een rapport over seksueel misbruik binnen de Anglicaanse Kerk, waarin werd gemeld dat hij de politie niet had geïnformeerd over een kindermisbruiker.
- Sport
  - 2006 - Houston Dynamo wint voor de eerste keer het Amerikaans voetbalkampioenschap door New England Revolution na strafschoppen te verslaan.
- Wetenschap en technologie
  - 1638 - De Amsterdamse Hortus botanicus wordt opgericht.[1]
  - 1980 - De Voyager-1 komt het dichtst bij Saturnus.[8]
  - 1990 - Tim Berners-Lee publiceert een formeel voorstel voor het World Wide Web.[1]
  - 2014 - De ruimtesonde Philae, gelanceerd uit Rosetta landt op de komeet 67P en raakt daarbij vermist.[9]
  - 2022 - Met de landing van het autonome Boeing X-37B ruimtevliegtuig op Kennedy Space Center (Florida) komt er na 908 dagen een einde aan de OTV-6 missie.[10]
  - 2022 - Lancering met een Lange Mars 7 raket van China Aerospace Science Corporation (CASC) vanaf lanceerbasis Wenchang in China van het Tianzhou 5 ruimtevrachtschip dat het Tiangong ruimtestation gaat bevoorraden.[11][12]
  - 2022 - Lancering van een Falcon 9 raket van SpaceX vanaf Kennedy Space Center Lanceercomplex 40 voor de Galaxy 31 & 32 missie met 2 communicatiesatellieten van Intelsat.[13][14]
  - 2023 - Lancering van een Falcon 9 raket van SpaceX vanaf Cape Canaveral Space Force Station Lanceercomplex 40 (SLC-40) voor de O3b mPOWER 5 & 6 missie met 2 communicatiesatellieten van SES S.A. die onderdeel moeten gaan worden van de O3b mPower constellatie.[15]

## Geboren

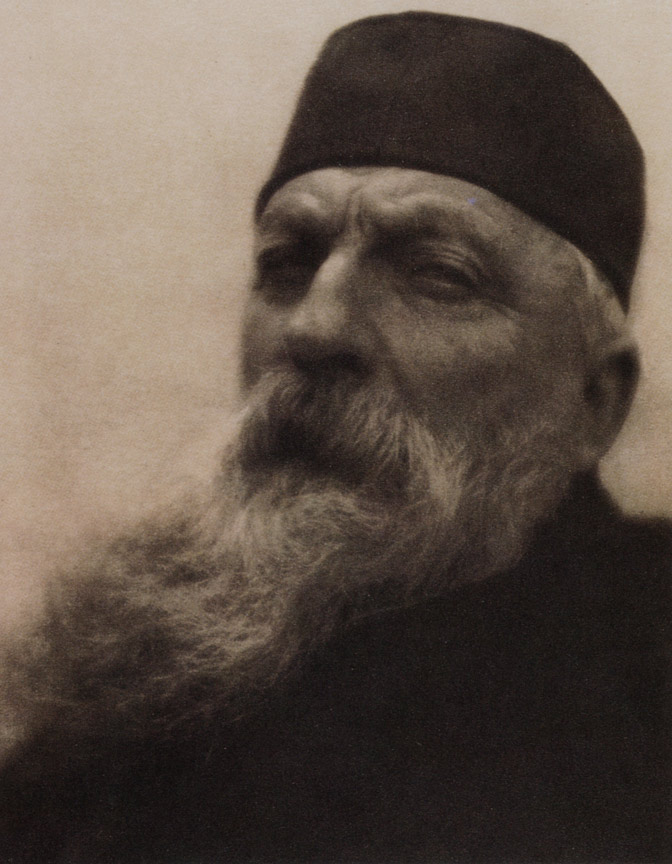
Auguste Rodin,
geboren in 1840

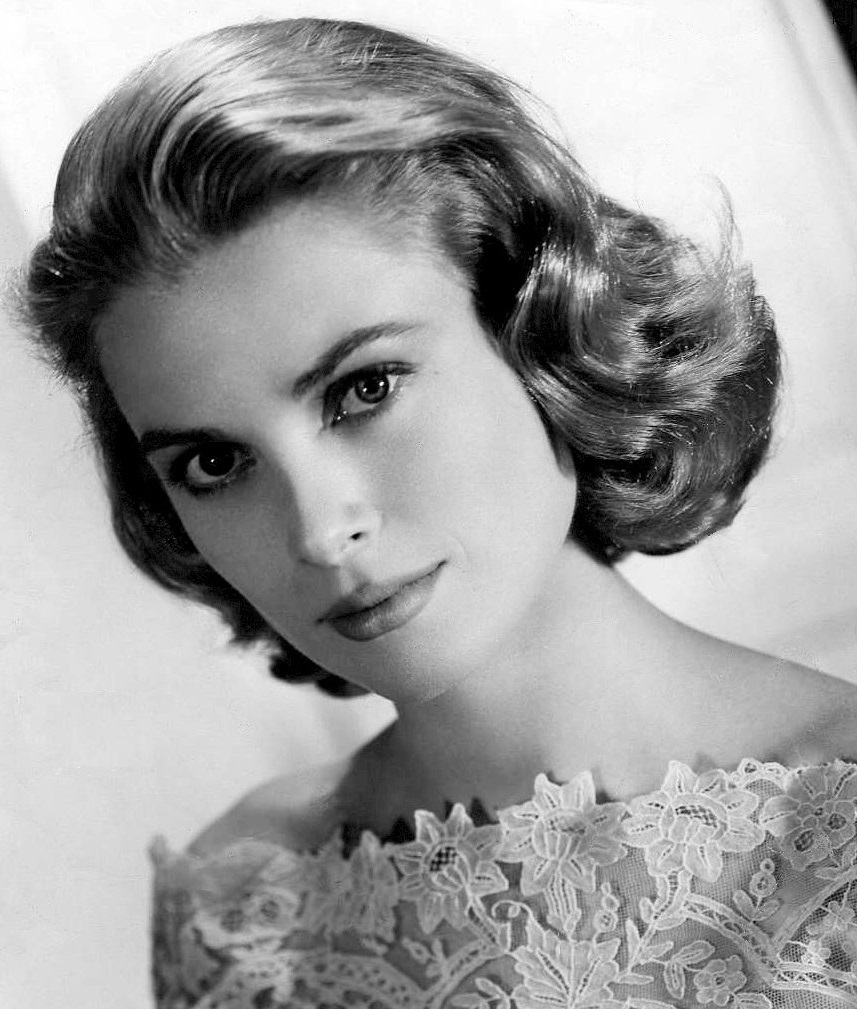
Grace Kelly,
geboren in 1929

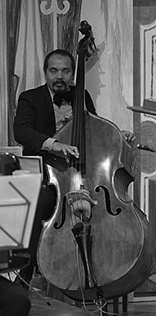
Frank Noya,
geboren in 1933

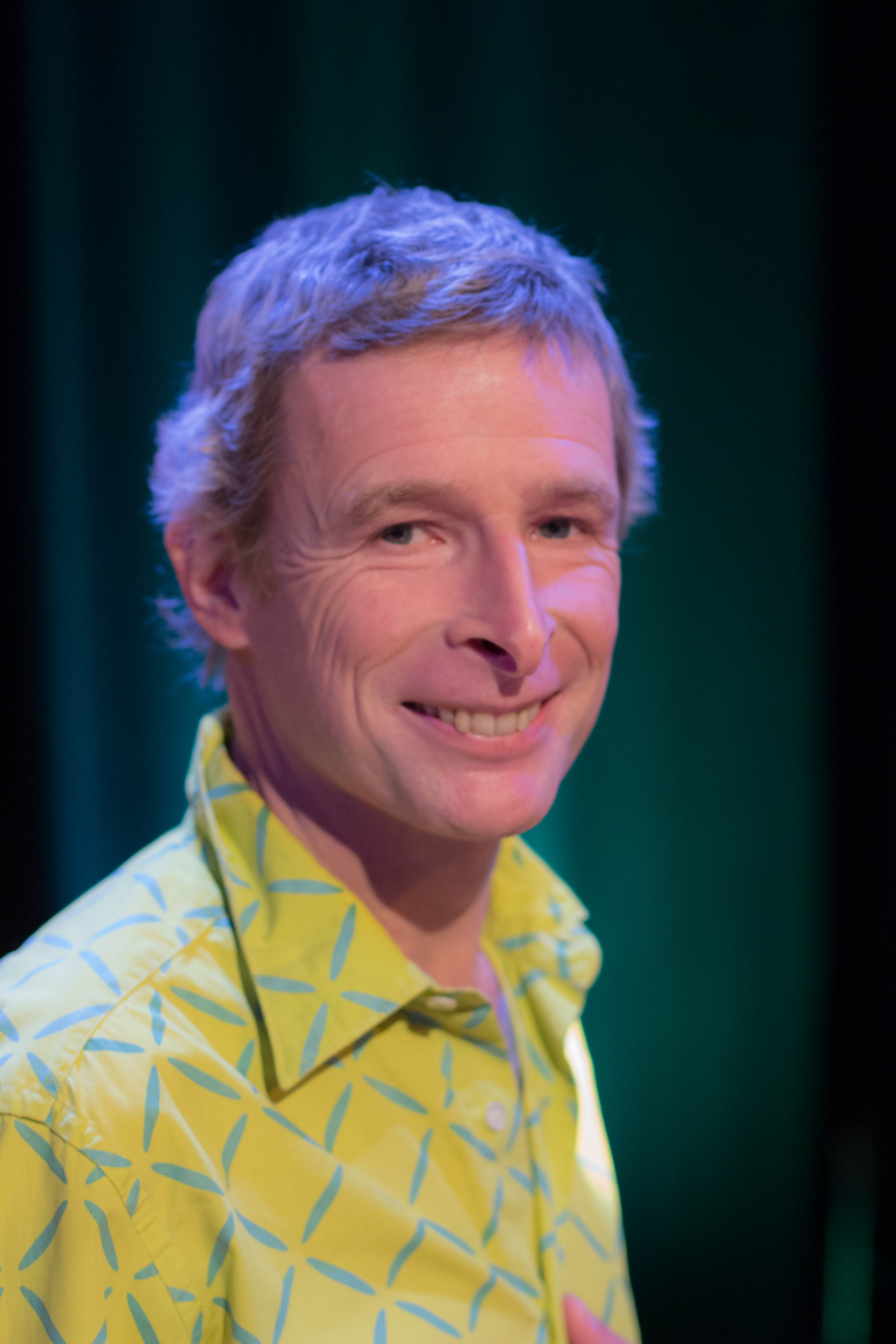
Hans Sibbel (Lebbis),
geboren in 1958

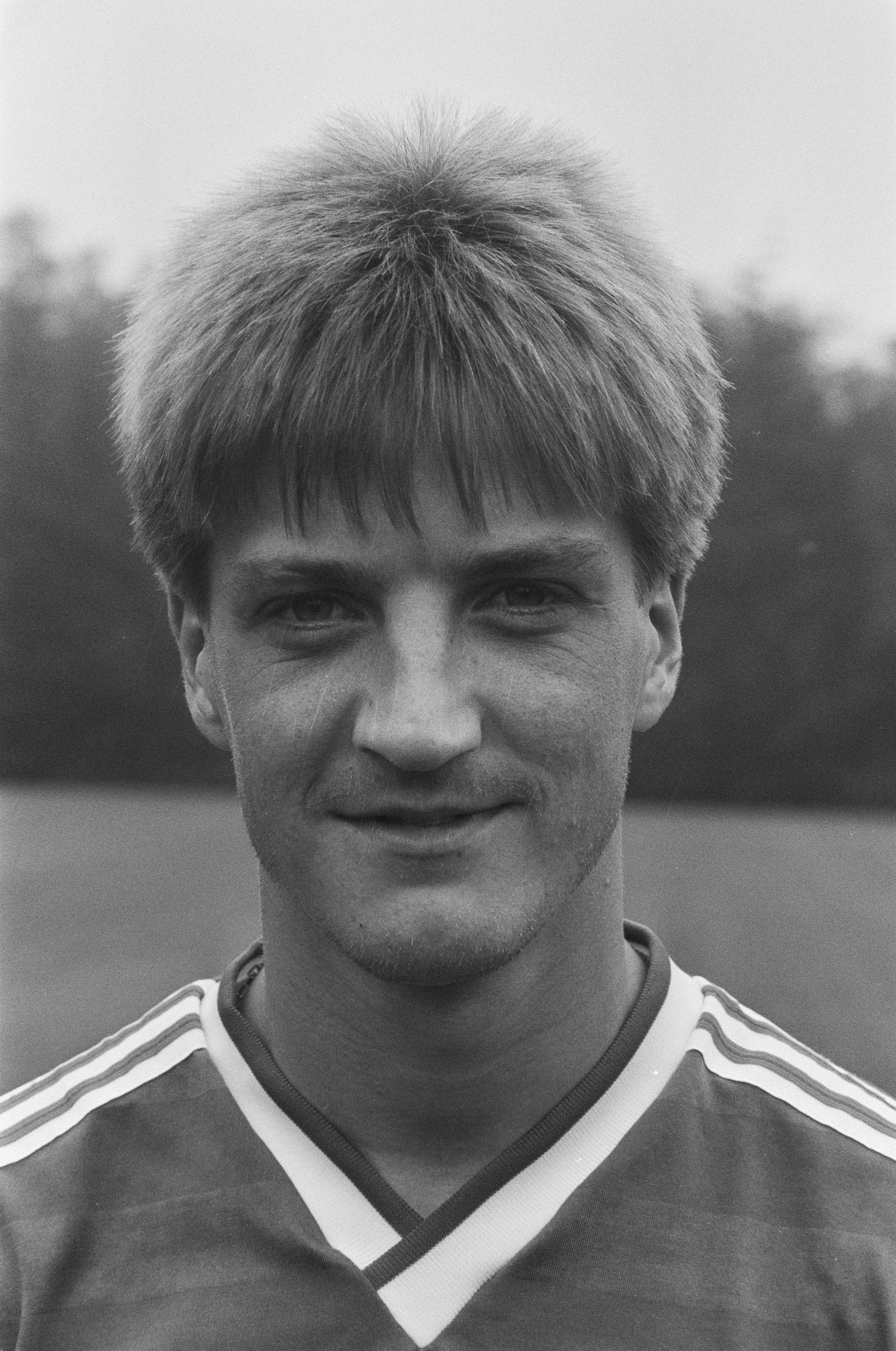
Wim Kieft,
geboren in 1962

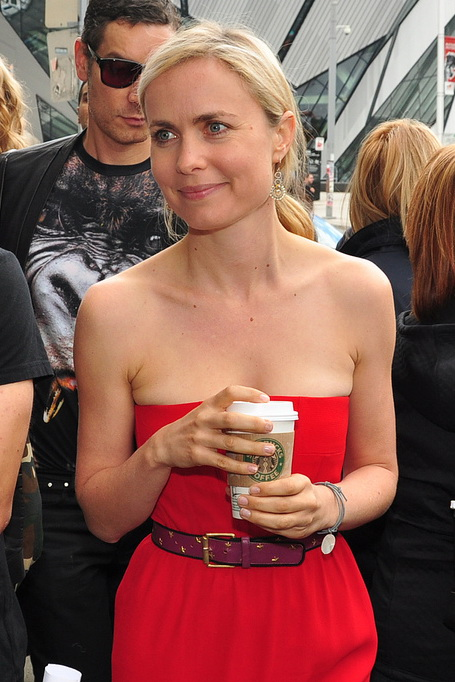
Radha Mitchell,
geboren in 1973

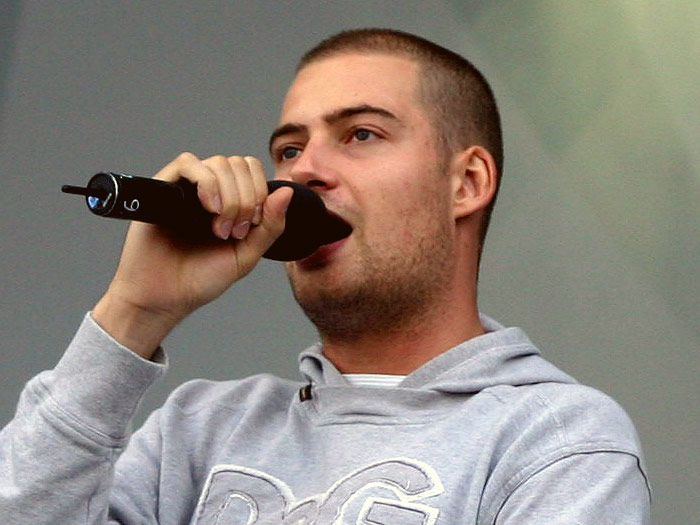
Lange Frans,
geboren in 1980

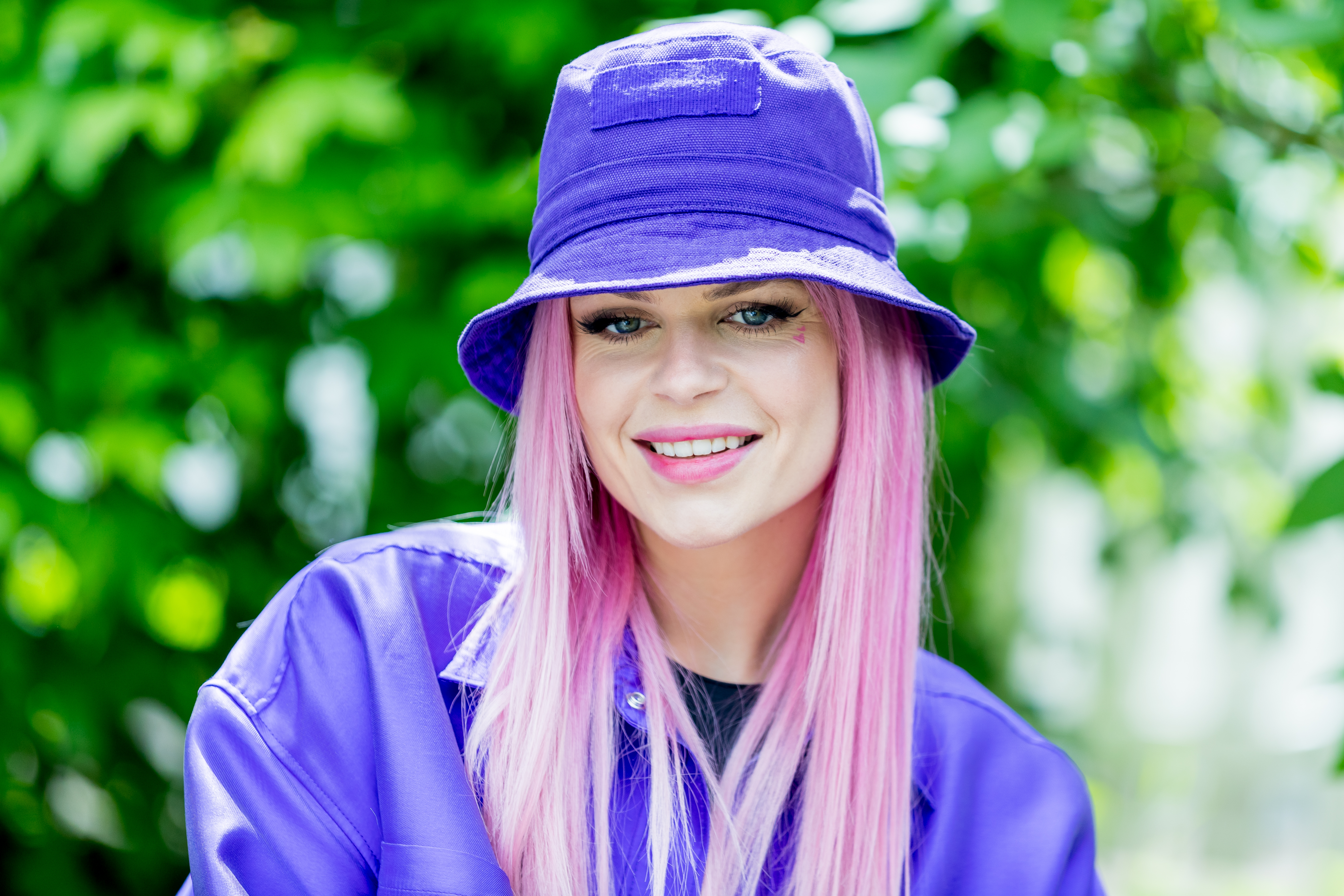
Davina Michelle,
geboren in 1995

- 1679 - Thomas-Philippus d'Alsace et de Boussu, Zuid-Nederlands kardinaal-aartsbisschop van Mechelen (overleden 1759)
- 1746 - Jacques Charles, Frans natuurkundige en werktuigbouwkundige (overleden 1823)
- 1757 - Jacobus Bellamy, Nederlands dichter (overleden 1786)
- 1780 - Piet Retief, Zuid-Afrikaans leider van de Voortrekkers (overleden 1838)
- 1790 - Letitia Tyler, Amerikaans first lady (overleden 1842)
- 1833 - Aleksandr Borodin, Russisch componist (overleden 1887)
- 1840 - Auguste Rodin, Frans beeldhouwer (overleden 1917)
- 1842 - John William Strutt, Brits natuurkundige (overleden 1919)
- 1855 - Amandus Adamson, Estisch beeldhouwer (overleden 1929)
- 1863 - Giovanni Tacci Porcelli, Italiaans nuntius in België en Nederland en curiekardinaal (overleden 1928)
- 1866 - Soen Jat-sen, Chinees nationalist (overleden 1925)
- 1872 - Félix Gogo, Belgisch kunstschilder (overleden 1953)
- 1873 - Amelia Bauerle, Brits kunstschilder, illustrator en etser (overleden 1916)
- 1875 - Margaretha Eijken, Nederlands oudste inwoner (overleden 1986)
- 1878 - Arturo Reghini, Italiaans filosoof, wiskundige en occultist (overleden 1946)
- 1880 - Nannie van Wehl. Nederlands kinderboekenschrijfster (overleden 1944)
- 1888 - Max Breunig, Duits voetballer (overleden 1961)
- 1891 - Seth Barnes Nicholson, Amerikaans astronoom (overleden 1963)
- 1897 - Bram Hammacher, Nederlands kunstcriticus en kunsthistoricus (overleden 2002)
- 1908 - Hans Werner Richter, Duits schrijver (overleden 1993)
- 1913 - Uriel Fernandes (Teleco), Braziliaans voetballer (overleden 2000)
- 1914 - Josef Ferdinand Arens, Nederlands scheikundige (overleden 2001)
- 1914 - Edward Schillebeeckx, Belgisch theoloog (overleden 2009)
- 1914 - Peter Whitehead (coureur), Brits autocoureur (overleden 1958)
- 1916 - Paul Emery, Brits autocoureur (overleden 1993)
- 1916 - Victor Westhoff, Nederlands bioloog en natuurbeschermer (overleden 2001)
- 1917 - W.F.K. Bischoff van Heemskerck, verzetsman en eerste stalmeester van de koninginnen Wilhelmina, Juliana en Beatrix (overleden 2007)
- 1917 - Jan van Ginkel, Nederlands atleet (overleden 1994)
- 1917 - Jo Stafford, Amerikaans pop- en jazzzangeres (overleden 2008)
- 1919 - Ray Kellog, Amerikaans acteur (overleden 1981)
- 1922 - Ichiro Abe, Japans judoka (overleden 2022)
- 1922 - Jan de Vaal, Nederlands bestuurder (overleden 2001)
- 1923 - Vicco von Bülow, Duits cabaretier, schrijver en cartoonist (overleden 2011)
- 1923 - Richard Venture, Amerikaans acteur (overleden 2017)
- 1924 - Hans Bayens, Nederlands beeldend kunstenaar (overleden 2003)
- 1925 - Gaetano Arfé, Italiaans politicus (overleden 2007)
- 1926 - Tony Corsari, Belgisch zanger en tv-presentator (overleden 2011)
- 1928 - Hanneli Goslar, Duits verpleegkundige en vriendin van Anne Frank (overleden 2022)
- 1929 - Michael Ende, Duits jeugdboekenschrijver (overleden 1995)
- 1929 - Grace Kelly, Amerikaans actrice en prinses van Monaco (overleden 1982)
- 1930 - Bob Crewe, Amerikaans songwriter en producer (overleden 2014)
- 1930 - Tonke Dragt, Nederlands schrijfster van kinderboeken (overleden 2024)
- 1931 - Norman Mineta, Amerikaans politicus (overleden 2022)
- 1931 - Aldert Walrecht, Nederlands letterkundige, vertaler en uitgever (overleden 2009)
- 1932 - Jerry Douglas, Amerikaans acteur (overleden 2021)
- 1932 - Weldon Olson, Amerikaans ijshockeyer (overleden 2023)
- 1933 - Borislav Ivkov, Servisch schaakgrootmeester (overleden 2022)
- 1933 - Frank Noya, Nederlands musicus (overleden 2016)
- 1933 - Peter Post, Nederlands wielrenner en ploegleider (overleden 2011)
- 1933 - Jalal Talabani, Iraaks president (overleden 2017)
- 1934 - Charles Manson, Amerikaans sekteleider en moordenaar (overleden 2017)
- 1934 - Edvaldo Izidio Neto (Vavá), Braziliaans voetballer (overleden 2002)
- 1935 - Tom Brumley, Amerikaans gitarist (overleden 2009)
- 1936 - Martha van Heuven, Nederlands zangeres (overleden 2011)
- 1937 - Richard Truly, Amerikaans ruimtevaarder (overleden 2024)
- 1937 - Janine van Wely, Nederlands actrice (overleden 2022)
- 1938 - Benjamin Mkapa, Tanzaniaans politicus (overleden 2020)
- 1939 - Elisabeth Eichholz, Oost-Duits wielrenster (overleden 2022)
- 1939 - Lucia Popp, Slowaaks operazangeres (overleden 1993)
- 1939 - Kingsize Taylor, Brits rockmuzikant (overleden 2023)
- 1940 - Jurandir de Freitas (Jurandir), Braziliaans voetballer (overleden 1996)
- 1940 - Ria Lubbers, Nederlands premiersvrouw (overleden 2024)
- 1941 - Huib Rooymans, Nederlands acteur
- 1942 - Ad Geelhoed, Nederlands ambtenaar en jurist (overleden 2007)
- 1943 - Roel van Aalderen, Nederlands landschapsarchitect (overleden 2013)
- 1943 - Brian Hyland, Amerikaans zanger
- 1943 - Björn Waldegård, Zweeds rallyrijder (overleden 2014)
- 1943 - John Walker, Amerikaans zanger (overleden 2011)
- 1944 - Gerard van As, Nederlands politicus
- 1944 - Johnny van Doorn, Nederlands schrijver en dichter (overleden 1991)
- 1944 - Booker T. Jones, Amerikaans muzikant, liedjesschrijver, platenproducer
- 1945 - Michael Bishop, Amerikaans sciencefictionschrijver (ook onder het pseudoniem Philip Lawson) (overleden 2023)
- 1945 - George Eaton, Canadees autocoureur
- 1945 - Neil Young, Canadees zanger en songwriter
- 1946 - Krister Henriksson, Zweeds acteur
- 1947 - Patrice Leconte, Frans filmregisseur en scenarioschrijver
- 1948 - Hassan Rohani, Iraans president
- 1948 - Jan van Westenbrugge, Nederlands organist
- 1949 - Delroy Cambridge, Jamaicaans golfer
- 1949 - Johan Stokhof, Nederlands ondernemer
- 1950 - Coen van Vrijberghe de Coningh, Nederlands acteur (overleden 1997)
- 1952 - Benedito de Assis da Silva (Assis), Braziliaans voetballer (overleden 2014)
- 1952 - Aleksandr Safronov, Russisch schaatser
- 1953 - Bert Gijsberts, Nederlands politicus (overleden 2024)
- 1953 - Baaba Maal, Senegalees zanger
- 1954 - Paul De Knop, Belgisch hoogleraar (overleden 2022)
- 1956 - Tadahiko Taira, Japans motorcoureur
- 1956 - Jannes van der Wal, Nederlands dammer (overleden 1996)
- 1957 - Ivan Šuker, Kroatisch econoom en politicus (overleden 2023)
- 1958 - Megan Mullally, Amerikaans actrice
- 1958 - Hans Sibbel (Lebbis), Nederlands cabaretier
- 1959 - José Damen, Nederlands zwemster
- 1959 - Patrick Meersschaert, Belgisch mountainbiker (overleden 2010)
- 1959 - Gerard Renkema, Nederlands politicus
- 1960 - Maurane, Belgisch zangeres (overleden 2018)
- 1961 - Nadia Comăneci, Roemeens turnster
- 1961 - Enzo Francescoli, Uruguayaans voetballer
- 1962 - Ben Crabbé, Belgisch muzikant en presentator
- 1962 - Wim Kieft, Nederlands voetballer
- 1962 - Koen Verlinde, Belgisch atleet
- 1963 - Ron Boszhard, Nederlands televisiepresentator
- 1964 - Thomas Berthold, Duits voetballer
- 1964 - Vic Chesnutt, Amerikaans singer en songwriter
- 1964 - Jakob Hlasek, Tsjechisch-Zwitsers tennisser
- 1964 - Semih Saygıner, Turks biljarter
- 1966 - Wessel van Diepen, Nederlands deejay
- 1968 - Disco Inferno, Amerikaans professioneel worstelaar
- 1969 - Frank Corvers, Belgisch wielrenner
- 1970 - Tonya Harding, Amerikaans kunstschaatsster
- 1971 - Mitja Kunc, Sloveens alpineskiër
- 1971 - Gert Thys, Zuid-Afrikaans atleet
- 1973 - Egil Gjelland, Noors biatleet
- 1973 - Radha Mitchell, Australisch actrice
- 1973 - Danny Nicolay, Nederlands zanger
- 1974 - Joukje Akveld, Nederlands schrijfster en journaliste
- 1974 - Tamala Jones, Amerikaans actrice
- 1974 - Eric Lucassen, Nederlands politicus
- 1975 - Daniël Dee, Zuid-Afrikaans dichter
- 1975 - Katherine Grainger, Brits roeister
- 1975 - Jason Lezak, Amerikaans zwemmer
- 1975 - Dario Šimić, Kroatisch voetballer
- 1975 - Angela Watson, Amerikaans actrice
- 1976 - Mirosław Szymkowiak, Pools voetballer
- 1977 - Rachel Dolezal, Amerikaans activiste en schrijfster
- 1977 - Davide Rummolo, Italiaans zwemmer
- 1978 - Eric Addo, Ghanees voetballer
- 1978 - Magdaline Chemjor, Keniaans atlete
- 1978 - Thomson Cherogony, Keniaans atleet
- 1978 - Alexandra Maria Lara, Duits actrice
- 1979 - Lucas Glover, Amerikaans golfer
- 1979 - Laetitia Libert, Belgisch atlete
- 1979 - Cian O'Connor, Iers ruiter
- 1980 - Isabellah Andersson, Keniaans-Zweeds atlete
- 1980 - Lange Frans, Nederlands rapper en tv-presentator
- 1980 - Roda Antar, Sierra-Leoons-Libanees voetballer
- 1980 - Ryan Gosling, Canadees acteur
- 1981 - Jody Bernal, Nederlands zanger
- 1981 - Hirokatsu Tayama, Japans triatleet
- 1982 - Peter Fill, Italiaans alpineskiër
- 1982 - Sergio Floccari, Italiaans voetballer
- 1982 - Anne Hathaway, Amerikaans actrice
- 1984 - Sepp De Roover, Belgisch voetballer
- 1984 - Martijn Monteyne, Belgisch voetballer
- 1984 - Omarion, Amerikaans zanger
- 1984 - Aya Terakawa, Japans zwemster
- 1984 - Yan Zi, Chinees tennisster
- 1985 - Rick Brink, Nederlands politicus (overleden 2024)
- 1985 - Dewi-Claire Schreefel, Nederlands golfster
- 1986 - Ignazio Abate, Italiaans voetballer
- 1986 - Vincent Karremans, Nederlands ondernemer en politicus (VVD)
- 1986 - Rob Ruijgh, Nederlands wielrenner
- 1987 - Joël Kitenge, Luxemburgs voetballer
- 1987 - Scotty Lago, Amerikaans snowboarder
- 1990 - Florent Manaudou, Frans zwemmer
- 1990 - Harmeet Singh, Noors voetballer
- 1991 - Roberto Skyers, Cubaans atleet
- 1991 - Gijs Van Hoecke, Belgisch wielrenner
- 1992 - Luguelín Santos, Dominicaans atleet
- 1993 - James Wilby, Brits zwemmer
- 1994 - Guillaume Cizeron, Frans kunstschaatser
- 1994 - Kaleen, Oostenrijks zangeres
- 1995 - Madelen Janogy, Zweeds voetbalster
- 1995 - Davina Michelle, Nederlands zangeres en youtuber
- 1996 - Jarne Duchateau, Belgisch atleet
- 1998 - Merle Baasdam, Nederlands volleybalster
- 1998 - Omar Rudberg, Venezolaans-Zweeds zanger en acteur
- 1999 - Lisa Schol, Nederlands (musical)actrice
- 2002 - Paolo Banchero, Amerikaans-Italiaans basketballer
- 2002 - Thibau Nys, Belgisch veldrijder en wegwielrenner
- 2002 - Cato Pijnacker Hordijk, Nederlands voetbalster
- 2004 - Francesco Pizzi, Italiaans autocoureur
- 2004 - Milou van Wijk, Nederlands zwemster
- 2005 - Lore De Schepper, Belgisch wielrenster

## Overleden
- 607 - Paus Bonifatius III

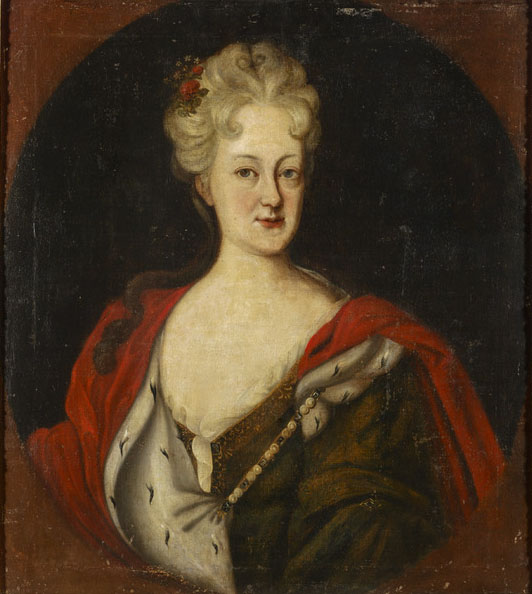
Elisabeth Juliana Francisca van Hessen-Homburg,
overleden in 1707

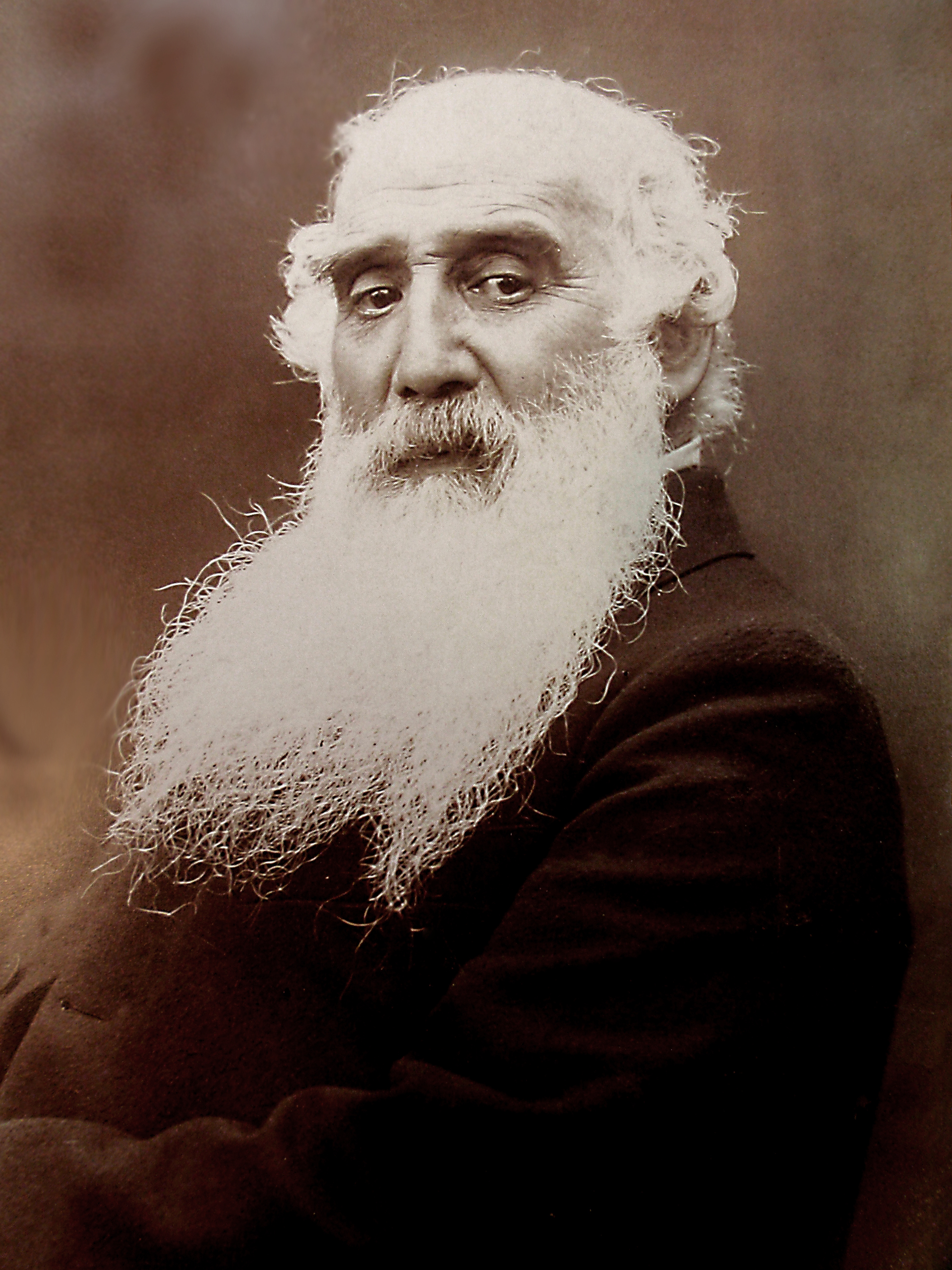
Camille Pissarro,
overleden in 1903

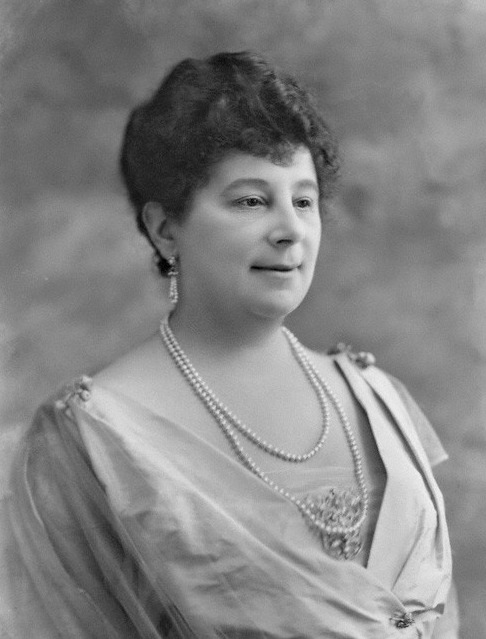
Emma Orczy,
overleden in 1947

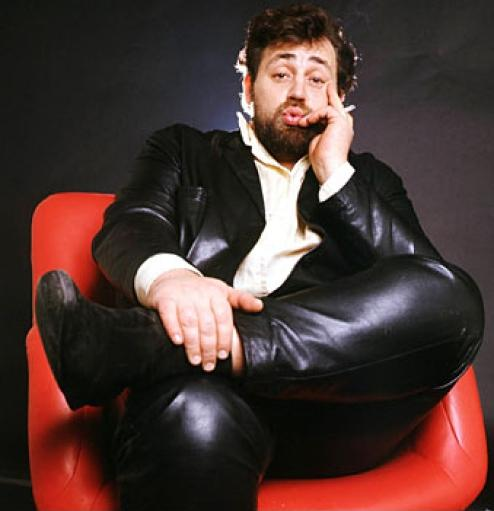
Cornelis Vreeswijk,
overleden in 1987

- 1035 - Knud de Grote (~40) koning van Groot-Brittannië
- 1094 - Duncan II (34), koning van Schotland
- 1434 - Lodewijk III van Anjou (31), hertog van Anjou
- 1463 - Didacus (van Alcalá) (63), Spaans franciscaner monnik, genezer en katholieke heilige
- 1567 - Anne van Montmorency (74), Frans veldheer en staatsman
- 1587 - Wolraad III van Waldeck-Eisenberg (25), Duits graaf en militair
- 1600 - Andreas van Oostenrijk (42), Nederlands kardinaal
- 1679 - Frans Burman (51), Nederlands predikant en hoogleraar
- 1707 - Elisabeth Juliana Francisca van Hessen-Homburg (26), vorstin van Nassau-Siegen
- 1854 - Charles Kemble (78), Brits toneelspeler
- 1858 - Alois II (62), vorst van Liechtenstein
- 1903 - Camille Pissarro (73), Frans kunstschilder
- 1918 - Martin Delgado (60), Filipijns generaal
- 1921 - Fernand Khnopff (63), Belgisch symbolistisch schilder
- 1933 - Fred Holland Day (69), Amerikaans uitgever en fotograaf
- 1942 - Elmer Niklander (52), Fins atleet
- 1947 - Barones Orczy (82), Hongaars schrijfster
- 1948 - Umberto Giordano (81), Italiaans componist
- 1955 - Alfréd Hajós (80), Hongaars architect en zwemmer
- 1958 - Henri Hoevenaers (56), Belgisch wielrenner
- 1966 - Don Branson (46), Amerikaans autocoureur
- 1970 - Hal Cole (57), Amerikaans autocoureur
- 1973 - Friedrich Ahlers-Hestermann (90), Duits kunstschilder en lithograaf
- 1977 - Frederik August Betlem (72), Nederlands jeugdboekenschrijver
- 1980 - Andrej Amalrik (42), Russisch schrijver, historicus en dissident
- 1980 - Haya van Someren (54), Nederlands politica
- 1987 - Cornelis Vreeswijk (50), Nederlands muzikant
- 1994 - Wilma Rudolph (54), Amerikaans atlete
- 2000 - Lea Rabin (72), Israëlisch vredesactiviste
- 2001 - Tony Miles (46), Brits schaker
- 2002 - André Batenburg (80), Nederlands bankier
- 2002 - Raoul Diagne (82), Frans voetballer en voetbalcoach
- 2003 - Jonathan Brandis (27), Amerikaans acteur
- 2003 - Tony Thompson (48), Amerikaans drummer
- 2007 - Ira Levin (78), Amerikaans auteur
- 2008 - Mitch Mitchell (61), Brits drummer
- 2008 - Serge Nigg (84), Frans toondichter
- 2010 - Willy Druyts (80), Belgisch atleet
- 2010 - Henryk Górecki (76), Pools componist
- 2011 - Mathieu Rutten (86), Belgisch burgemeester en senator
- 2013 - Giuseppe Casari (91), Italiaans voetbaldoelman
- 2013 - Erik Dyreborg (73), Deens voetballer
- 2013 - Al Ruscio (89), Amerikaans acteur
- 2013 - John Tavener (69), Brits componist
- 2014 - Warren Clarke (67), Brits acteur
- 2014 - Jean-Pierre de Launoit (79), Belgisch bankier
- 2015 - Márton Fülöp (32), Hongaars voetballer
- 2015 - Maria Verano (57), Nederlands zangeres
- 2016 - Edgard Sorgeloos (85), Belgisch wielrenner
- 2016 - Lupita Tovar (106), Mexicaans actrice
- 2017 - Michel Chapuis (87), Frans organist en muziekpedagoog
- 2017 - Bernard Panafieu (86), Frans kardinaal en aartsbisschop
- 2017 - Santiago Vernazza (89), Argentijns voetballer
- 2018 - Stan Lee (95), Amerikaans schrijver en stripauteur
- 2018 - Gérard Mertens (100), Nederlands politicus
- 2018 - David Pearson (83), Amerikaans autocoureur
- 2019 - Mitsuhisa Taguchi (64), Japans voetballer
- 2020 - Alan Glazier (81), Engels darter
- 2020 - Masatoshi Koshiba (94), Japans natuurkundige en Nobelprijswinnaar
- 2020 - Jerry Rawlings (73), president van Ghana
- 2021 - Bob Bondurant (88), Amerikaans autocoureur
- 2021 - Matthew Festing (71), Brits prins-grootmeester van de Orde van Malta
- 2021 - Henk Snepvangers (82), Nederlands atleet
- 2022 - Gene Cipriano (94), Amerikaans jazzmuzikant en studiomuzikant
- 2022 - Cor van der Gijp (91), Nederlands voetballer
- 2022 - Merhan Karimi Nasseri (76), Iraans asielzoeker
- 2023 - Helena Pilejczyk (92), Pools langebaanschaatsster
- 2023 - Maria Scharwieß (80), Duits kerkmusicus, componiste en cantor
- 2023 - Kraft Schepke (89), Duits roeier
- 2023 - Don Walsh (92), Amerikaans oceanograaf
- 2024 - Wim Denie (78), Nederlands burgemeester
- 2024 - Roy Haynes (99), Amerikaans jazzdrummer
- 2024 - Michael Hübner (65), Duits baanwielrenner
- 2024 - Radivoj Krivokapić (71), Servisch handbalspeler
- 2024 - Bent Mejding (87), Deens acteur, regisseur en theaterdirecteur
- 2024 - Timothy West (90), Brits acteur

## Viering/herdenking
- Rooms-katholieke kalender:

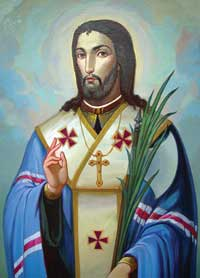
H. Josafat Kuncewycz

  - Heilige Josaphat Koentsevitsj († 1623) - Gedachtenis
  - Heilige Livinus van Gent († eind 7e eeuw), patroonheilige van Gent - Gedachtenis (in bisdom Gent en bisdom Haarlem-Amsterdam)
  - Heilige Christiaan (van Gniezo) († 1003)
  - Heilige Renatus van Angers († c. 422)
  - Heilige Cunibertus van Keulen († c. 663)
  - Heilige Lebuinus (van Deventer) († c. 773) - Gedachtenis (in aartsbisdom Utrecht)
  - Heilige Aemilianus de la Cogolla († 574)
  - Heilige Ymar van Reculver († c. 830)
  - Heilige Nilus de Oudere († c. 430)

## Weerextremen

### Nederland
| | Officiële records | Officiële records | Officiële records |      | Landelijke records       | Landelijke records | Landelijke records                                                                                           |
| Gebeurtenis | Jaar              | Extreem           | Locatie           | Jaar | Extreem                  | Locatie            | |
| --- | ----------------- | ----------------- | ----------------- | ---- | ------------------------ | ------------------ | --- |
| Laagste etmaalgemiddelde temperatuur (°C) | 1919              | −1,3              | De Bilt           |      | 1921                     | −2,4               | Eelde |
| Hoogste etmaalgemiddelde temperatuur (°C) | 2015              | 13,3              | De Bilt           |      | 1938                     | 14,0               | Maastricht                                                                                                   |
| Laagste minimumtemperatuur (°C) | 1923              | −5,2              | De Bilt           |      | 1971                     | −6,5               | Maastricht                                                                                                   |
| Hoogste minimumtemperatuur (°C) | 2015              | 11,7              | De Bilt           |      | 1947                     | 12,8               | Vlissingen                                                                                                   |
| Laagste maximumtemperatuur (°C) | 1919              | 2,0               | De Bilt           |      | 1919                     | −0,8               | Maastricht                                                                                                   |
| Hoogste maximumtemperatuur (°C) | 2022              | 16,2              | De Bilt           |      | 1938                     | 17,8               | Maastricht                                                                                                   |
| Hoogste uurgemiddelde windsnelheid (m/s) | 1929              | 17,5              | De Bilt           |      | 1977                     | 25,7               | IJmuiden |
| Hoogste windstoot (m/s) | 1969, 1977        | 23,7              | De Bilt           |      | 1977                     | 31,4               | Schiphol |
| Langste zonneschijnduur (uur) | 1925, 2022        | 7,9               | De Bilt           |      | 1925 1995 1999 2011 2022 | 8,0                | Eelde Westdorpe Hoogeveen, Marknesse, Twenthe, Vlissingen, Westdorpe Ell, Maastricht Ell, Herwijnen, Twenthe |
| Langste neerslagduur (uur) | 2000              | 11,5              | De Bilt           |      | 1987                     | 15,3               | Eelde |
| Hoogste etmaalsom van de neerslag (mm) | 1915              | 25,3              | De Bilt           |      | 2010                     | 30,3               | Gilze-Rijen                                                                                                  |
| Laagste etmaalgemiddelde relatieve vochtigheid (%) | 1965, 1995        | 69                | De Bilt           |      | 2007                     | 62                 | Vlieland |
| Laagste uurwaarde luchtdruk op zeeniveau (hPa) | 1940              | 974,3             | De Bilt           |      | 1940                     | 968,0              | De Kooy |
| Hoogste uurwaarde luchtdruk op zeeniveau (hPa) | 1930              | 1037,2            | De Bilt           |      | 1932                     | 1040,8             | Eelde |
| Officiële records worden altijd gemeten op het KNMI-weerstation in De Bilt. Landelijke records kunnen worden gemeten op elk officieel KNMI-weerstation in Nederland. |                   |                   |                   |      |                          |                    | |

Uitzonderlijke gebeurtenissen
- 1969 - Laatste landelijke zachte dag van het jaar gemeten in Gilze-Rijen, Eindhoven, Soesterberg, Valkenburg ZH en Volkel (maximumtemperatuur ≥ 15 °C op een officieel weerstation)
- 1982 - Laatste landelijke zachte dag van het jaar gemeten in Volkel (maximumtemperatuur ≥ 15 °C op een officieel weerstation)
- 1995 - Laatste officiële zachte dag van het jaar (maximumtemperatuur ≥ 15 °C in De Bilt)
- 1995 - Laatste landelijke zachte dag van het jaar gemeten in Arcen, De Bilt, Deelen, Eindhoven, Gilze-Rijen, Hupsel, Lelystad, Maastricht, Schiphol, Soesterberg, Vlissingen, Volkel, Westdorpe en Wilhelminadorp (maximumtemperatuur ≥ 15 °C op een officieel weerstation)
- 2023 - Eerste landelijke vorstdag van het najaar gemeten in Ell (minimumtemperatuur < 0 °C op een officieel weerstation)

### België
Dagrecords
- 1843, 1859, 1919 - Laagste etmaalgemiddelde temperatuur 0,3 °C
- 1995 - Hoogste etmaalgemiddelde temperatuur 16,2 °C. Dit is de warmste dag ooit in de maand november.
- 1864 - Laagste minimumtemperatuur −3,8 °C
- 1995 - Hoogste maximumtemperatuur 20,3 °C. Dit is de hoogste maximumtemperatuur ooit in de maand november.
- 2010 - Hoogste etmaalsom van de neerslag 26,8 mm

Uitzonderlijke gebeurtenissen
- 1971 - Strenge vorst in de vallei van de Lesse: minimumtemperatuur tot −10,1 °C in Rochefort.
- 1977 - Windsnelheden tot 122 km/h aan de kust en rond Luik. Overstromingen en dijkbreuken.
- 1995 - Maximumtemperatuur bereikt 20,5 °C in Geraardsbergen en Ernage (Gembloers), 21,0 °C in Thimister

<< · 1 · 2 · 3 · 4 · 5 · 6 · 7 · 8 · 9 · 10 · 11 · 12 · 13 · 14 · 15 · 16 · 17 · 18 · 19 · 20 · 21 · 22 · 23 · 24 · 25 · 26 · 27 · 28 · 29 · 30 · >>